# Rossana Podestà
Pour les articles homonymes, voir Podestà.
Rossana Podestà est une actrice italienne, de son vrai nom Carla Dora Podestà, née le 20 juin 1934 à Tripoli (Libye) et morte le 10 décembre 2013 à Rome. Elle est apparue dans de nombreux péplums des années 1950.

## Biographie

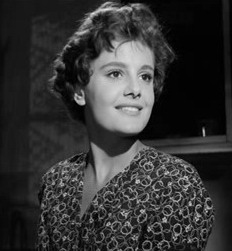
Rossana Podestà dans Les Jeunes Filles de San Frediano (1955).

Elle est née à Tripoli en 1934 sous le nom de « Carla Dora » car ses parents, originaires de Porto Venere, étaient allés y vivre et son père était maire de Tripoli. Dès l'âge de seize ans, elle est découverte par le réalisateur Léonide Moguy lors d'une audition pour le film Demain est un autre jour (1951) ; ce sera le début d'une carrière au cours de laquelle elle tournera une soixantaine de films, en Italie et à l'étranger. Au Mexique, quelques années plus tard, elle joue dans le film Le Filet (1954) d'Emilio Fernández, qui la fait également connaître en Amérique latine.
Après avoir participé à des films du néoréalisme « rose » (réalisés par Valerio Zurlini, Mario Monicelli et Steno), elle apparaît également dans des films historiques et mythologiques, se spécialisant dans le rôle de la « reine du péplum ». Elle joue ainsi le rôle de Nausicaa dans le film Ulysse (1954) de Mario Camerini et est choisie par Robert Wise pour le rôle principal du film épique Hélène de Troie (1956), devançant la concurrence d'Elizabeth Taylor, Lana Turner et Ava Gardner. Cette prestation lui a donné une notoriété internationale.
Parmi ses autres prestations, citons celle d'une femme fatale dans Sodome et Gomorrhe (1961) de Robert Aldrich, dans Sept Hommes en or (1965) et Le Gros Coup des sept hommes en or (1966), deux films produits et réalisés par son mari, le réalisateur Marco Vicario, et dans le film d'auteur Les Heures nues (1964). C'est ensuite le tour des nombreuses comédies érotiques des années 1970, telles que Ce cochon de Paolo (1973), Un prêtre à marier (1970), Elles sont dingues, ces nénettes (1972). En mars 1978, elle a posé nue pour l'édition italienne de Playboy,.
Son dernier film est Segreti segreti de Giuseppe Bertolucci, sorti en 1985.
Le 10 décembre 2011, elle est accueillie au Jardin de l'Ange à Courmayeur pour la présentation en avant-première du numéro spécial d'Epoca consacré à Walter Bonatti,, la même année elle déclare à la une le fait qu'elle n'a pas le droit d'assister son compagnon mourant car elle n'est pas mariée. Le 5 septembre 2012, un an après le décès de son compagnon, elle a publié le livre Walter Bonatti. Una vita libera.
Elle meurt le 10 décembre 2013 au Policlinico Umberto I de Rome, après une opération visant à retirer une tumeur bénigne au cerveau. Conformément à ses souhaits, ses enfants ont autorisé le don de son foie et de ses cornées,. Elle est enterrée au petit cimetière de Porto Venere qui donne sur la mer, dans la tombe familiale, où l'urne contenant les cendres de Walter Bonatti avait été placée en 2011,.

### Vie privée

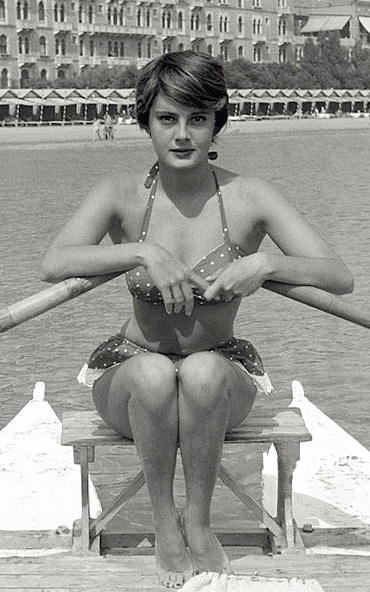
Rossana Podestà à la Mostra de Venise 1956.

En août 1953, elle épouse l'acteur et réalisateur Marco Vicario, dont elle a deux fils : Stefano (1953) et Francesco (1959). Divorcée de Vicario, elle s'est retirée de sa carrière cinématographique au milieu des années 1980 avec son collègue alpiniste et explorateur Walter Bonatti. Depuis lors, elle alterne entre son appartement à Rome, sa villa sur l'Argentario et sa ferme à Dubino (province de Sondrio en Lombardie).

## Filmographie partielle

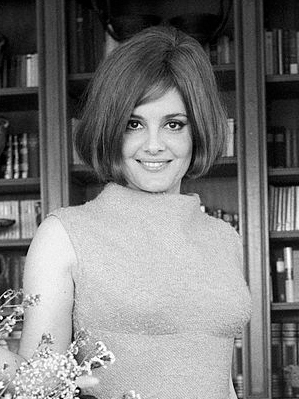
Rossana Podestà à Rome en 1965.

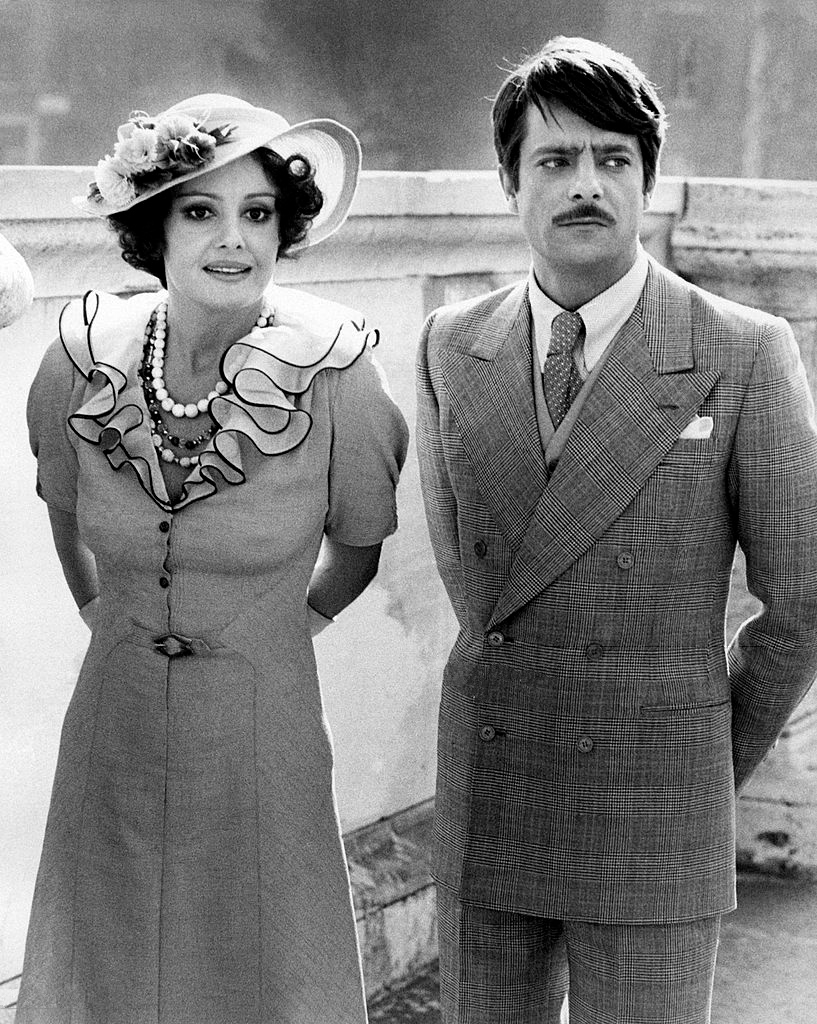
Rossana Podestà et Giancarlo Giannini sur le plateau de tournage de Ce cochon de Paolo (1973).

- 1950 : Strano appuntamento de Derzö Ákos Hamza
- 1951 : Demain est un autre jour (Domani è un altro giorno) de Léonide Moguy – Stefania
- 1951 : Blanche-Neige, le Prince noir et les 7 Nains (I sette nani alla riscossa) de Paolo William Tamburella
- 1951 : Gendarmes et Voleurs (Guardie e ladri) de Mario Monicelli et Steno – Liliana Bottoni
- 1952 : Viva il cinema! de Giorgio Baldaccini et Enzo Trapani
- 1952 : Les Anges du faubourg (Gli angeli del quartiere) de Carlo Borghesio
- 1952 : Moi, Hamlet (Io, Amleto) de Giorgio Simonelli
- 1952 : Il moschettiere fantasma de Max Calandri et William French
- 1952 : Don Lorenzo (La canzone della vita) de Carlo Ludovico Bragaglia
- 1952 : Des gosses de riches (Fanciulle di lusso) de Bernard Vorhaus
- 1952 : Addio, figlio mio ! de Giuseppe Guarino
- 1952 : La Maison du silence (La conciencia acusa) de Georg Wilhelm Pabst
- 1952 : Mère coupable (La colpa di una madre) de Carlo Duse
- 1953 : Viva la rivista d'Enzo Trapani
- 1953 : Le Filet (La red) d'Emilio Fernández – Rossana[12].
- 1954 : Ulysse (Ulisse) de Mario Camerini – Nausicaa
- 1954 : Canzoni di tutta Italia de Domenico Paolella
- 1954 : Nous deux (Nosotros dos) d'Emilio Fernández
- 1955 : Les Jeunes Filles de San Frediano (Le ragazze di San Frediano) de Valerio Zurlini
- 1955 : Non scherzare con le donne de Giuseppe Bennati
- 1955 : Plage interdite (Playa prohibita) de Julián Soler
- 1955 : Le Célibataire (Lo scapolo) d'Antonio Pietrangeli
- 1956 : Hélène de Troie (Helen of Troy) de Robert Wise – Hélène de Troie
- 1956 : Santiago de Gordon Douglas – Dona Isabella
- 1956 : Un verre de whisky (Un vaso de whisky) de Julio Coll
- 1958 : Orage au paradis (Raw Wind in Eden) de Richard Wilson – Costanza Varno
- 1958 : La Bigorne, caporal de France de Robert Darène
- 1958 : L'Épée et la Croix (La spada e la croce) de Carlo Ludovico Bragaglia
- 1959 : L'Île du bout du monde d'Edmond T. Gréville
- 1959 : Toryok, la furie des barbares (La furia dei barbari) de Guido Malatesta – Leonora
- 1960 : La grande vallata d'Angelo Dorigo
- 1960 : L'Esclave de Rome (La schiava di Roma) de Sergio Grieco et Franco Prosperi – Antea
- 1962 : Sodome et Gomorrhe de Robert Aldrich – Shuah
- 1962 : Seul contre Rome (Solo contro Roma) de Luciano Ricci – Fabiola
- 1962 : La Flèche d'or (La freccia d'oro) d'Antonio Margheriti
- 1963 : La Vierge de Nuremberg (La vergine di Norimberga) d'Antonio Margheriti
- 1963 : Dernier avion pour Baalbek ('Un aereo per Baalbeck / FBI operazione Baalbeck) d'Hugo Fregonese et Giuliano Camineo
- 1964 : Les Heures nues (Le ore nude) de Marco Vicario
- 1965 : Sept Hommes en or (Sette uomini d'oro) de Marco Vicario – Georgia
- 1966 : La CIA mène la danse (Il grande colpo dei 7 uomini d'oro) de Marco Vicario
- 1970 : Un prêtre à marier (Il prete sposato) de Marco Vicario
- 1971 : Homo eroticus de Marco Vicario
- 1972 : Elles sont dingues, ces nénettes (L'uccello migratore) de Steno
- 1972 : Ce cochon de Paolo (Paolo il caldo) de Marco Vicario
- 1974 : Il gatto mammone de Nando Cicero
- 1976 : Il letto in piazza de Bruno Gaburro
- 1977 : Les Bonshommes (Pane, burro e marmellata) de Giorgio Capitani
- 1978 : Sept filles dangereuses (Siete chicas peligrosas) de Pedro Lazaga
- 1979 : Tranquille donne di campagna de Claudio de Molinis
- 1980 : Les Séducteurs (I seduttori della domenica), sketch Le Carnet d'Armando de Dino Risi
- 1983 : Hercule (Hercules) de Luigi Cozzi – Héra
- 1985 : Segreti segreti de Giuseppe Bertolucci